# Sân bay Oudomxay
Sân bay Oudomxay (hay Sân bay Odomsay) là một sân bay ở Muang Xay, Lào (IATA: ODY, ICAO: VLOS).

## Hãng hàng không và các điểm đến
| Hãng hàng không | Điểm đến   |
| --------------- | ---------- |
| Lao Airlines    | Viêng Chăn |
| Lao Skyway      | Viêng Chăn |